# Thinking About You (canção de Calvin Harris)
Thinking About You (em português: Pensando em Você) é uma canção do produtor e DJ escocês Calvin Harris, com participação da cantora jordaniana Ayah Marar, lançado em julho de 2013, sendo o oitavo e último single do seu terceiro álbum de estúdio, 18 Months.

## Desempenho nas paradas
| Parada (2013)                                 | Melhor posição |
| --------------------------------------------- | -------------- |
| Austrália (ARIA Dance)                        | 12             |
| Bélgica (Ultratip Bubbling Under de Flandres) | 80             |
| Irlanda (IRMA)                                | 44             |
| Escócia (Scottish Singles Chart)              | 29             |
| Reino Unido (UK Singles Chart)                | 28             |
| Reino Unido (UK Dance Chart)                  | 8              |

## Histórico de lançamento
| País        | Data               | Formato(s)       |
| ----------- | ------------------ | ---------------- |
| Reino Unido | 8 de julho de 2013 | Download digital |